# Economia do Níger
Níger é um país sem litoral com uma economia centrada na agricultura de subsistência, na criação de animais e em uma das maiores jazidas de urânio do mundo, além da re-exportação de produtos. A desvalorização do Franco CFA em 2004 impulsionou as exportações de feijão, cebola, e da pequena indústria de beneficiamento e tecelagem de algodão do país. O governo depende de ajudas bilaterais e multilaterais - as quais foram suspensas após o golpe de estado de 1999 - para efetuar gastos e investimentos públicos. As perspectivas de curto prazo dependem do Banco Mundial e do Fundo Monetário Internacional.

## Comércio exterior
Em 2020, o país foi o 144º maior exportador do mundo (US $ 1,4 bilhões). Já nas importações, em 2019, foi o 163º maior importador do mundo: US $ 1,4 bilhões.

## Setor primário

### Agricultura
O Níger produziu, em 2019:
- 3,2 milhões de toneladas de milhete (2º maior produtor do mundo);
- 2,3 milhões de toneladas de feijão-fradinho (2º maior produtor do mundo);
- 1,9 milhões de toneladas de sorgo (9º maior produtor do mundo);
- 1,3 milhões de toneladas de cebola;
- 543 mil toneladas de amendoim;
- 513 mil toneladas de mandioca;
- 410 mil toneladas de repolho;
- 386 mil toneladas de frutas;
- 320 mil toneladas de cana de açúcar;
- 310 mil toneladas de tomate;
- 260 mil toneladas de pimentão;
- 216 mil toneladas de alface e chicória;
- 208 mil toneladas de manga;
- 198 mil toneladas de batata;
- 192 mil toneladas de abóbora;
- 173 mil toneladas de batata doce;
- 137 mil toneladas de legume;
- 121 mil toneladas de arroz;
- 103 mil toneladas de quiabo;
- 97 mil toneladas de gergelim;

Além de produções menores de outros produtos agrícolas.

### Pecuária
O Níger produziu, em 2019: 776 milhões de litros de leite de vaca; 391 milhões de litros de leite de cabra; 163 milhões de litros de leite de ovelha; 110 milhões de litros de leite de camela; 57 mil toneladas de carne bovina; 33 mil toneladas de carne de caça; 30 mil toneladas de carne de cabra; 19 mil toneladas de carne de frango; 18 mil toneladas de carne de ovelha; 10 mil toneladas de carne de camelo, entre outros.

## Setor secundário

### Indústria
O Banco Mundial lista os principais países produtores a cada ano, com base no valor total da produção. Pela lista de 2019, o Níger tinha a 143ª indústria mais valiosa do mundo (US $ 912 milhões).

### Mineração
Em 2018, o país era o 6º maior produtor mundial de urânio. Na produção de ouro, em 2017 o país produziu 1 tonelada.

### Energia
Nas energias não-renováveis, em 2020, o país era o 77º maior produtor de petróleo do mundo, extraindo 9,4 mil barris/dia. Em 2011, o país consumia 5,6 mil barris/dia (164º maior consumidor do mundo).